# Новозыбковский городской округ
Новозы́бковский городской округ — муниципальное образование в Брянской области России.
Административный центр — город Новозыбков.

## География
Расположен на юго-западе Брянской области, на её границе с Добрушским и Ветковским районами Гомельской области Белоруссии.
Площадь территории городского округа — 1029,97 км².
Экология
Согласно Распоряжению Правительства РФ:
II. Зона отселения
Новозыбковский городской округ
с. Деменка
пос. Опытная Станция
хут. Булдынка
с. Старый Вышков
пос. Грива
с. Новые Бобовичи
пос. Ягодное
с. Новое Место
III. Зона проживания с правом на отселение
Новозыбковский городской округ
г. Новозыбков
с. Верещаки
пос. Грозный
пос. Мохоновка
дер. Несвоевка
пос. Триголов
с. Катичи
с. Вихолка
пос. Новые Катичи
с. Перевоз
с. Замишево
пос. Шитиков Лог
с. Манюки
с. Белый Колодезь
с. Синий Колодец
пос. Клюков Мох
дер. Крутоберезка
с. Старые Бобовичи
пос. Гатка
пос. Гривка
пос. Ясная Поляна
пос. Прудовка
пос. Победа
дер. Малый Кривец
дер. Скоробогатая Слобода
с. Каташин
пос. Красный Гай
дер. Тростань
хут. Величка
пос. Дружба
пос. Мамай
с. Сновское
дер. Дубровка
дер. Холевичи
пос. Машкинский
пос. Полек
дер. Старая Рудня
с. Внуковичи
пос. Дедовский
пос. Калиновка
пос. Синявка
с. Шеломы
пос. Корчи
дер. Журавки
дер. Корна
IV. Зона проживания с льготным социально-экономическим статусом
Новозыбковский городской округ
железнодорожная станция Манюки
с. Старый Кривец
пос. Дягель
пос. Отрадное
пос. Курганье

## Население
| 2019   | 2020    | 2021    |
| ------ | ------- | ------- |
| 50 717 | ↘50 493 | ↘49 379 |

Численность населения нового муниципального образования в границах упразднённых Новозыбковского муниципального района и городского округа города Новозыбкова по состоянию на 1 января 2024 года составляет 48 469 человек.

### Национальный состав
По итогам переписи населения 2020 года проживали следующие национальности (национальности менее 0,1 % и другое, см. в сноске к строке «Другие»):
| Национальность | Численность, чел. | Доля     |
| -------------- | ----------------- | -------- |
| Русские        | 40 935            | 82,90 %  |
| Украинцы       | 361               | 0,73 %   |
| Белорусы       | 236               | 0,48 %   |
| Цыгане         | 178               | 0,36 %   |
| Армяне         | 160               | 0,32 %   |
| Азербайджанцы  | 84                | 0,17 %   |
| Таджики        | 78                | 0,16 %   |
| Другие         | 7347              | 14,88 %  |
| Итого          | 49 379            | 100,00 % |

## История
Территория нынешнего городского округа до 1919 года входила в Новозыбковский уезд Черниговской губернии, а в 1919 году была передана в состав Гомельской губернии РСФСР. В 1926 году, в связи с расформированием Гомельской губернии, вошла в состав Брянской губернии. С 1929 года эту территорию составлял новообразованный Новозыбковский район, входивший сперва в Клинцовский округ Западной области с центром в г. Смоленске, с 1937 года — в Орловскую область, с 1944 года — в новую Брянскую область. В 2006—2019 гг. в рамках организации местного самоуправления на этой территории также существовал одноимённый муниципальный район.
Городской округ создан 10 июня 2019 года в результате объединения всех упразднённых сельских поселений Новозыбковского муниципального района и не входившего в его состав городского округа города Новозыбкова.

## Населённые пункты
В городском округе 58 населённых пунктов:				
| №  | Населённый пункт     | Тип         | Население |
| -- | -------------------- | ----------- | --------- |
| 1  | Новозыбков           | город       | ↘38 680   |
| 2  | Белый Колодезь       | село        | ↘233      |
| 3  | Булдынка             | хутор       | ↘30       |
| 4  | Величка              | хутор       | ↘192      |
| 5  | Верещаки             | село        | ↘626      |
| 6  | Вихолка              | село        | ↘211      |
| 7  | Внуковичи            | село        | ↘454      |
| 8  | Гатка                | посёлок     | →2        |
| 9  | Грива                | посёлок     | →0        |
| 10 | Гривка               | посёлок     | ↗14       |
| 11 | Грозный              | посёлок     | ↘2        |
| 12 | Дедовский            | посёлок     | ↗26       |
| 13 | Деменка              | село        | ↗289      |
| 14 | Дружба               | посёлок     | ↘70       |
| 15 | Дубровка             | деревня     | ↗155      |
| 16 | Дягель               | посёлок     | ↘0        |
| 17 | Журавка              | деревня     | ↘23       |
| 18 | Замишево             | село        | ↘1300     |
| 19 | Калиновка            | посёлок     | ↘0        |
| 20 | Каташин              | село        | ↘434      |
| 21 | Катичи               | село        | ↘409      |
| 22 | Клюков Мох           | посёлок     | ↘3        |
| 23 | Корна                | деревня     | ↗7        |
| 24 | Корчи                | посёлок     | ↗26       |
| 25 | Красный Гай          | посёлок     | ↘7        |
| 26 | Крутоберезка         | деревня     | ↘256      |
| 27 | Курганье             | посёлок     | ↘1        |
| 28 | Малый Кривец         | деревня     | ↘18       |
| 29 | Мамай                | посёлок     | ↘238      |
| 30 | Манюки               | село        | ↘1        |
| 31 | Манюки               | ж/д станция | ↗317      |
| 32 | Машкинский           | посёлок     | →3        |
| 33 | Мохоновка            | посёлок     | ↘4        |
| 34 | Несвоевка            | деревня     | ↘133      |
| 35 | Новое Место          | село        | ↗408      |
| 36 | Новые Бобовичи       | село        | ↘548      |
| 37 | Новые Катичи         | посёлок     | ↘0        |
| 38 | Опытная Станция      | посёлок     | ↘441      |
| 39 | Отрадное             | посёлок     | ↘0        |
| 40 | Перевоз              | село        | ↗78       |
| 41 | Победа               | посёлок     | ↘1        |
| 42 | Полек                | посёлок     | ↘6        |
| 43 | Прудовка             | посёлок     | →1        |
| 44 | Синий Колодец        | село        | ↘228      |
| 45 | Синявка              | посёлок     | ↘0        |
| 46 | Скоробогатая Слобода | деревня     | ↘33       |
| 47 | Сновское             | село        | ↘568      |
| 48 | Старая Рудня         | деревня     | ↘83       |
| 49 | Старые Бобовичи      | село        | ↘950      |
| 50 | Старый Вышков        | село        | ↘395      |
| 51 | Старый Кривец        | село        | ↘530      |
| 52 | Триголов             | посёлок     | ↘0        |
| 53 | Тростань             | деревня     | ↘766      |
| 54 | Холевичи             | деревня     | ↘410      |
| 55 | Шеломы               | село        | ↘809      |
| 56 | Шитиков Лог          | посёлок     | →21       |
| 57 | Ягодное              | посёлок     | ↘10       |
| 58 | Ясная Поляна         | посёлок     | ↘14       |